# Mirosława Humiczewska-Rajska
Mirosława Humiczewska-Rajska (ur. 15 listopada 1935 roku w Porycku zm. 22 lutego 2023 roku) – polska profesorka biologii specjalizująca się w parazytologii. 
W 1958 roku ukończyła studia na Uniwersytecie Jagiellońskim, w 1965 roku uzyskała stopień doktora nauk przyrodniczych, a habilitację w 1975 roku. Tytuł profesorski otrzymała w 1989 roku.  
Od 1977 roku do 1999 roku pełniła funkcję kierowniczki Katedry i Zakładu Biologii i Parazytologii Medycznej Pomorskiej Akademii Medycznej (w roku 1992 przemianowanej na Pomorski Uniwersytet Medyczny). Jest autorką ponad 80 prac oryginalnych. Jej badania obejmują enzymy oddechowe i hydrolityczne w narządach motylicy wątrobowej i tasiemca karłowatego, zarówno w postaci larwarnej, jak i u osobników dojrzałych oraz adaptacje tych pasożytów w zakresie oddychania drobinowego. Badania te prowadziła nie tylko w celach poszerzenia wiedzy przyrodniczej, ale i dla poznania metabolizmu pasożytów wewnętrznych w celu zwalczania ich u ludzi.  
Została odznaczona. Złotym Krzyżem Zasługi i Krzyżem Kawalerskim Orderu Odrodzenia Polski.  
Pochowana na Cmentarzu Centralnym w Szczecinie.  